# رائول گونسالس (وزنه‌بردار)
رائول گونسالس (اسپانیایی: Raúl González‎؛ زادهٔ ۲۰ فوریهٔ ۱۹۵۷) وزنه‌بردار اهل کوبا بود. وی در بازی‌های المپیک تابستانی ۱۹۸۰ شرکت کرده‌است.